# Святий Артур
Артур Ґластонберійський або Артур із Ґластонбері (пом. 15 листопада 1539, Гластонбері) — монах бенедиктинського ордену, жертва антикатолицьких переслідувань в Англії, християнський мученик і святий Католицької Церкви.

## Біографія
Артура помилково ототожнювали з блаженним Джоном Торном (вдвічі старшим за Артура), який прийняв чернече ім'я Артур і також став бенедиктинцем. Джон Торн був скарбником абатства, якого стратили повішенням без суду і слідства 15 листопада 1539 року на пагорбі Гластонбері-Тор разом з абатом Річардом Вайтінгом і заступником скарбника Джеймсом Роджером. Після смерті їх роздягли, відрубали голови, випотрошили нутрощі, а потім четвертували і вивісили на дверях соборів Уеллса і Бата, а також церков в Ілчестері і Бріджуотер. Артур Гластонберійський відмовився віддати богослужбовий посуд та інші скарби Церкви (абатство було одним з найбагатших в Англії) і був убитий мечем в каплиці Богоматері Гластонберійського абатства.
Час правління короля Генріха VIII Тюдора, період Реформації, нещадного руйнування і пограбування Католицької Церкви в Англії, численних страт, тортур, що відзначалися жорстокістю, масових переслідувань католиків, які повставали проти руйнівних дій правителя і його розпусти, і які відмовлялися відректися від своєї віри і перейти в англіканство. (Акт про верховенство 1534 року не був визнаний, і вони відмовилися скласти присягу, яка визнавала Генріха VIII «главою Англіканської церкви»). За католицького священика або за переховування священика передбачалася смертна кара — часто вбивали цілими сім'ями. Близько 10 000 монахів і монахинь було вбито або розігнано, а близько 800 монастирів зруйновано.
Перед смертю Артур наклав прокляття на лорда Томаса Кромвеля, першого міністра короля Генріха VIII, безжального виконавця його антикатолицької політики. Це мало вплинути на подальшу долю сановника і його смерть від рук ката через сім місяців (кат промахнувся першого разу і дуже боляче пошкодив шию, Кромвель завив від болю і сокира застрягла в дерев'яному пні, який використовувався під час страти, після додаткових мук з витягуванням сокири з пня кат замахнувся вдруге і відрубав йому голову). Сам король, з іншого боку, помер через сім років 28 січня 1547 року від невідомої медицині хвороби (кажуть, що його тіло було вкрите смердючими гнійними виразками). Деякі історичні медичні джерела називають його так: «прокляття Святого Артура» або «хвороба Святого Артура». Останні слова, які нібито сказав король Генріх VIII на смертному одрі, були такими: «монахи, монахи, монахи».

## Канонізація
Артур не був серед блаженних або канонізованих мучеників Англії та Уельсу під час беатифікації та канонізації в 1886, 1895, 1970 і 1987 роках. Кардинал Генрі Едвард Меннінґ, який склав список 360 англійських і валлійських християнських мучеників в 1866 році, не включив Артура з Гластонбері, оскільки знав, що Артур був піднесений до вівтарів раніше. Припускають, що Артур був канонізований Папою Климентом VIII близько 1600 року, але жодних документів про цей акт не збереглося. Тому деякі автори вважають, що інформація про його канонізацію є недостовірною або що з якихось причин Церква тримала її в таємниці, а булла, яка підносила Артура до вівтарів, була захована глибоко в архівах Ватикану. Серед скептиків існують сумніви щодо того, чи існує такий святий взагалі, чи існує він «за церковними правилами». Однак Артур Гластонберійський, як особа, занесена до Martyrologium Romanum, книги, яка є офіційним списком блаженних і святих Католицької Церкви, визнаний Католицькою Церквою святим.
Згідно з припущеннями, святий Артур не увійшов в офіційний культ, але був «канонізований» традицією і практикою віруючих — католицьких жителів Англії, а також Бретані і Нормандії, які ототожнювали святого Артура з католицьким вождем бриттів (5-6 століття), що втілював високі християнські чесноти, який переміг саксів близько 516 року в битві при Бадонському пагорбі. (Про це можна прочитати у вірші Талієсіна, датованому 547 роком: «Битва при Бадоні з Артуром, найголовнішим полководцем», «Битва при Бадоні». Аналогічно, «Historia Brittonum» від 830 року ставить короля Арторіуса на чолі римсько-британських сил у цій битві). У 1191 році монахи оголосили, що знайшли могилу легендарного короля Артура і його дружини Гвіневери в каплиці абатства Гластонбері. Повідомляється, що в могилі знаходився хрест з написом: «Тут, на острові Авалон, спочиває знаменитий король Артур і його дружина». Кажуть, що в 1278 році їхні останки були перенесені і поховані у вівтарі церкви в Гластонбурзі в присутності короля Едуарда I і королеви Елеонори. Віруючі, які моляться до святого Артура, можуть також посилатися на кельтські легенди про короля Артура Камелота, «лицаря без вад».

## Святий Артур сьогодні
Згідно з Martyrologium Romanum, літургійна пам'ять святого Артура відзначається 15 листопада, а не 6 жовтня, як це прийнято в календарях. Зазвичай згадка імені фіксується в день смерті мученика.
Артур вважається одним з найголовніших святих в Англії, наділений широким культом серед віруючих тамтешніх жителів. Вважається покровителем дітей та молоді. Його популярність багато в чому пояснюється його мученицькою смертю, а також таємничістю, що оточує його у зв'язку зі Святим Ґраалем і легендарним королем Артуром і лицарями Круглого столу.
Паломники, боговірні католики з усієї Великобританії та Європи приїжджають до абатства Гластонбері в паломництвах, щоб взяти участь у святкуваннях, які продовжують багатовікову традицію абатства. Щотижня, протягом усього року, в сусідній каплиці Святого Патрика проводяться урочистості. (Ця каплиця була заснована абатом Річардом Біром у 1500 році і є свідком 500-річного вшанування святого Артура). Більшість вірян, багато з яких моляться там святому юнакові та іншим великомученикам, прибувають в літні місяці, змішуючись з туристами, які бажають побачити місця, пов'язані з королем Артуром.
Святий Артур входить до списку святих, особливо шанованих у французькій Бретані. Список був опублікований виданням Librairie de Bretagne. З кожним роком це ім'я все частіше дають дітям. У 2007 році ім'я Артур посіло 15 місце серед 20 найпопулярніших імен у Франції, причому найбільше таких імен дають у Бретані та Нормандії. Святий Артур — їхній покровитель.
Святий Артур також увійшов у французьку молодіжну літературу. Вийшла ціла серія книг під такою назвою. «Дивовижні пригоди родини Святого Артура», Поль Бопер (з ілюстраціями Аріан Дельріє).
Святий Артур популярний у франкомовній Канаді. Наприклад, у портовому місті Рекстон (провінція Ньюфаундленд і Лабрадор) є церква Святого Артура, у місті Сент-Артур (провінція Нью-Брансвік) — вулиця Святого Артура, у місті Гатіно (провінція Квебек) — вулиця Святого Артура.
В Україні святий Артур не є популярним, його радше вважають місцевим англійським святим.